# شريدة الشريدة
شريدة خالد الشريدة لاعب كرة قدم كويتي، من مواليد 22 يونيو 1992 يلعب مع نادي كاظمة في الدوري الكويتي.